# Недељко Михановић
Недјељко Михановић (Доње Ситно код Сплита, 16. фебруар 1930 — Загреб, 27. јануар 2022) био је хрватски књижевник и политичар.

## Биографија
Докторирао је филологију на Филозофском факултету Универзитета у Загребу. Активан научни рад обиљежен му је објављивањем есеја, критика, библиографских и лексикографских прилога, те приређивањем критичких издања дела хрватских писаца.
Био је члан сарадник Хрватске академије знаности и умјетности од 1980. године. Такође је био члан Матице Хрватске и члан Уредничког одбора библиотеке Века хрватске књижевности која делује унутар те културне институције.
Био је заступник Хрватске демократске заједнице у Хрватском сабору у два мандата од 1992. до 1999. године. Током другог сазива постао је председник Хрватског сабора након Стјепана Месића. У првом и другом сазиву Сабора био је председник саборског Одбора за образовање и науку.
Био је од маја 1997. до децембра 1999. године главни уредник часописа за политику, науку, културу и привреду Државност. Године 2000, одлази у пензију.